# Ecpetala meridionata
Ecpetala meridionata là một loài bướm đêm trong họ Geometridae.